# Línia 67 d'autobusos de Barcelona
La línia 67 d'autobusos de Barcelona és una línia regular de la ciutat de Barcelona, gestionada per l'empresa TMB. L'any 2008 es van inaugurar els nous recorreguts de les línies 67 i 68. La seva línia germana, la 68, va modificar el seu recorregut per Barcelona per fer-ho per Pedralbes, Sarrià i Via Augusta. La línia 67 va prosseguir el seu recorregut habitual i va donar servei a l'Avinguda Diagonal. La línia 67, és una línia regular d'autobús urbà de la ciutat de Barcelona, gestionada per l'empresa TMB. Fa el recorregut entre la Plaça de Catalunya de Barcelona i la plaça de la Llibertat a Cornellà de Llobregat.